# Altopiano di Ojmjakon
L'Altopiano di Ojmjakon (in russo Оймяконское плоскогорье?, Ojmjakonskoe ploskogor'e; in lingua sacha: Өймөкөөн үрдэлэ) è un'area rilevata della Siberia Orientale nel bacino del corso superiore del fiume Indigirka compresa nel territorio della Repubblica Autonoma della Sacha-Jacuzia.
L'altopiano fa parte del sistema di altopiani della Jana e di Ojmjakon. È limitato dalle catene dei monti Suntar-Chajata e Tas-Kystabyt. È composto da massicci medio alti e l'altezza massima è quella del monte Džakaj-Tasa (1 891 m). I massicci sono composti da arenarie e scisti, interrotti da piccole intrusioni di graniti.
Fino ad un'altezza di 1 200 m, l'altopiano è coperto da boschi di larice tipici della taiga, quindi si estende la tundra di montagna.
La depressione di Ojmjakon, al centro dell'altopiano, è nota per la sua rigida temperatura: quella media di gennaio è di -50 °C. È uno dei poli del freddo dell'emisfero settentrionale.